# Can Manel (Seva)
Can Manel és una casa de Seva (Osona) inclosa a l'Inventari del Patrimoni Arquitectònic de Catalunya.

## Descripció
Edifici civil de planta quadrada orientat a migdia. Actualment molt deteriorat degut a al material emprat (tapia i pedra).
Tot i la seva precarietat conserva alguns elements remarcables: portal adovellat, rellotge de sol i llindes, i cantoneres amb pedra treballada; en la dovella central hi ha un escut molt erosionat en el que sols s'hi llegeix "Pere". Les finestres tenen ampits, i la façana principal fou reformada el 1946.